# 東電OL殺人事件
東電OL殺人事件，或“東京電力女性社員殺害事件”，是1997年3月9日黎明时分，39歲的東京電力职员渡邊泰子在日本東京都澀谷區圓山町的一间公寓里被杀死，一名尼泊尔人曾被指认为凶手，后来被认为无罪的悬案。

## 概要
1997年3月19日下午5点过后不久，在东京涩谷区圆山町一栋公寓一楼的空房间里发现了一具女尸，报案人是公寓管理员经营的一家尼泊尔餐馆的店长。当时30岁的尼泊尔人Govinda Prasad Mainali（日语：ゴビンダ・プラサド・マイナリ）被怀疑是凶手，他与同样非法滞留的另外四名尼泊尔人住在事发公寓旁边大楼的四楼，Mainali是受害人生前的嫖客。死因是勒死，死亡日期推定为3月8日深夜至9日清晨，即尸体被发现前约10天。
1997年5月20日，警視廳以涉嫌抢劫和谋杀为由逮捕了Mainali。被捕后，Mainali一直坚称自己无罪，并在一审被判无罪、上诉法院重新定罪、驳回上诉和重审裁决后，于2012年被宣告无罪。

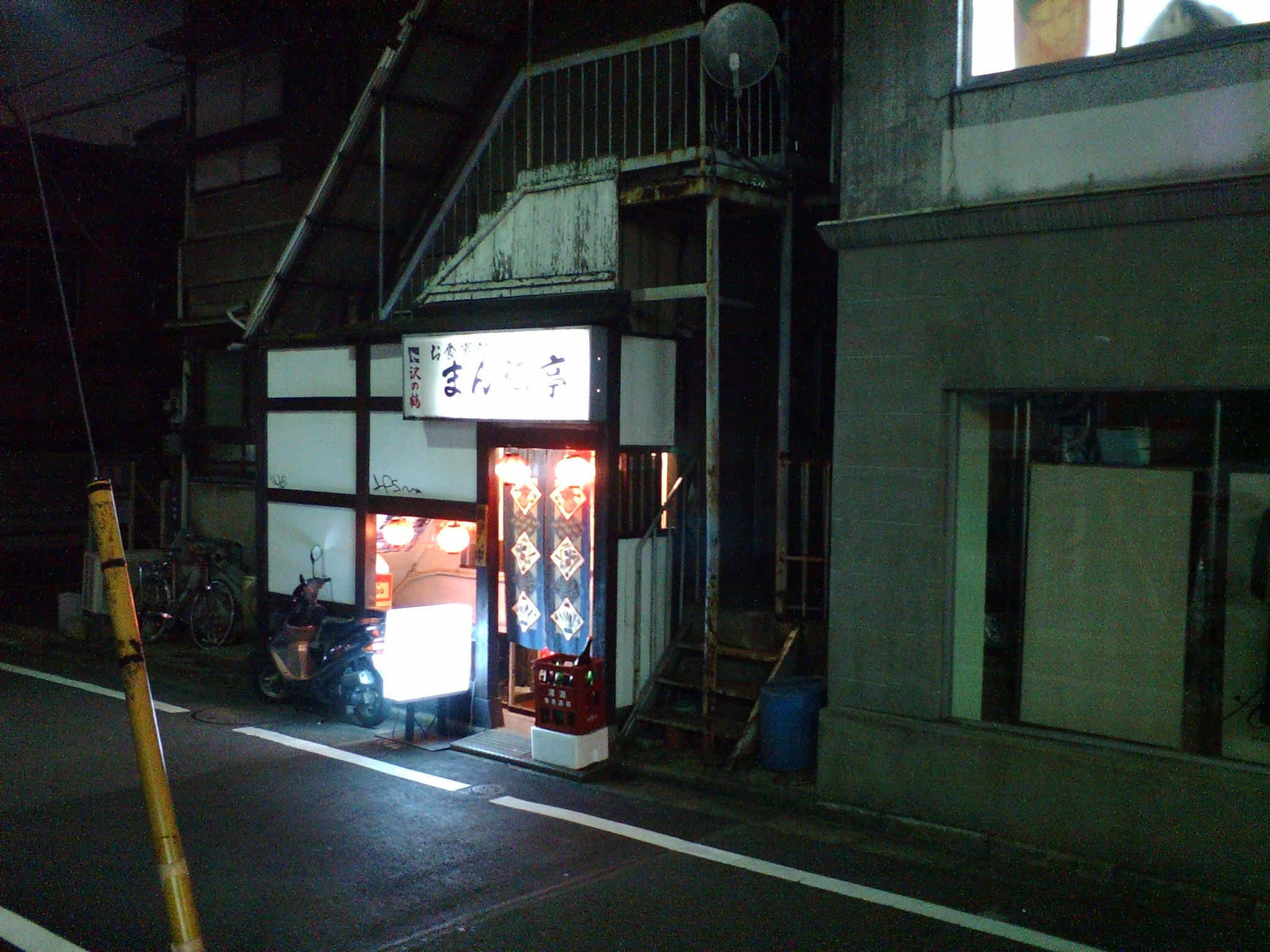
案件现场的公寓

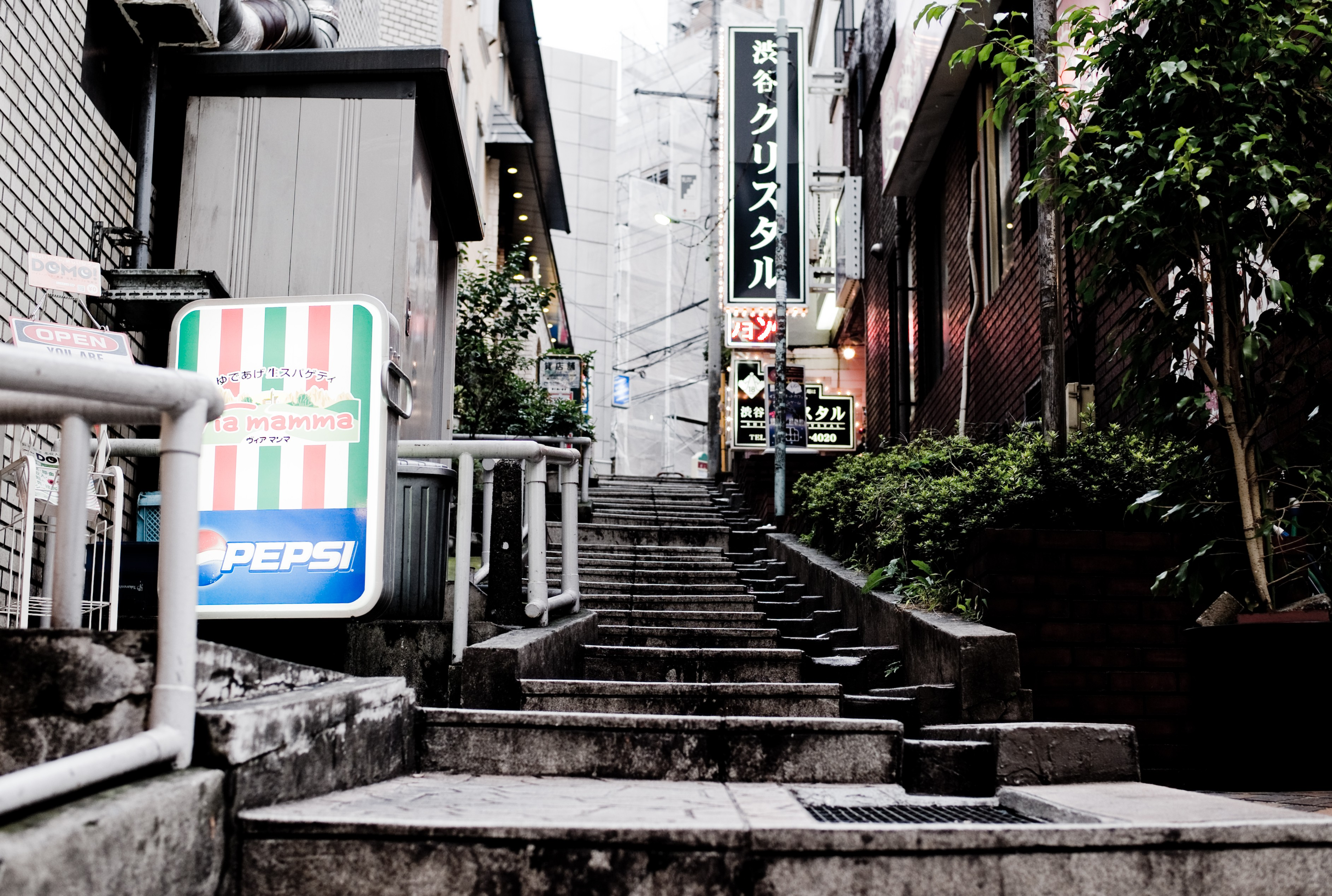
涩谷区圆山町

## 被害者女性
被害者女性渡边泰子出生于1957年6月7日，父亲是东电前中层干部渡边达雄，在泰子二十岁时因为癌症去世。泰子大学毕业于慶應義塾大學，于1980年进入东电企画部工作，研究国家财政政策对电力系统公司的影响，她也是首个被提拔为管理职的女性员工。她日间是大公司的精英白领，夜里则在路边从事出卖身体的工作，完全不同的两种面孔在当时成为了轰动一时的话题，被媒体大肆报道。泰子与母亲关系不好，在职场中遭到排挤，压力过大从而导致患上厌食症也被认为与案件有关。

## 調查
在調查期間，發現她保存了她的許多客戶的詳細日記，包括日期、時間和費用。旅日尼泊爾人Mainali，在缺乏直接证据的情況下在第一次審判中被宣判無罪，但後來被東京高等法院（2000年12月22日）上訴定罪，被判無期徒刑。他繼續在監獄中度過十五年，直到出現了一組DNA證據，一個身份不明的第三個人在渡邊泰子死亡之前的幾小時內與受害者進行了性暴力接觸。Mainali於2012年6月釋放，被遣返回尼泊爾，等待重審。
2012年6月，東京高等法院在面對上一年出現的新證據時命令重審。控方聲稱從受害者身體內提取的精液拭子在當時以现有技術分析的话樣本太小，最終於2011年7月進行了DNA检测，並且排除了Mainali作為来源的可能性。精液的DNA與除了Mainali以外，犯罪現場的一处身體毛髮（陰毛）相匹配。 DNA進一步比對受害者外套上的血跡，以及受害者胸部的唾液。她乳房上的唾液已經知道是O型血（Mainali是B型），控方知道与Mainali不符，但沒有在審判時提交，並將其從辯護律師扣留直到2011年9月。 
2005年，最高檢察署修訂了“刑事訴訟法”，要求檢察官提出所收集的證據清單。但是，經修訂的“守則”對違反行為沒有懲罰，因此對可能選擇不提出證據的檢察官幾乎沒有阻嚇作用。
Mainali在重審被批准後不久被釋放，但被日本移民當局迅速遣返回尼泊爾，因為他以前的簽證違規。2012年11月，他被正式宣判無罪，2013年，Mainali獲得了6800萬日元，作為他被非法監禁十五年的赔偿金。

## 改編影視作品
- 《戀之罪》（R-18指定作品。2011年11月公開、園子溫導演）

## 延伸阅读

### 纪实书籍
- 高橋龍太郎《あなたの心が壊れるとき》（1997年7月、扶桑社）
- 酒井あゆみ （1992年左右与被害者女性同属同一家情人旅馆）
  - 《禁断の25時》（1997年10月、ザ・マサダ）
  - 《眠らない女　―昼はふつうの社会人、夜になると風俗嬢―》（1998年7月、幻冬舎。のちにアウトロー文庫より文庫化）
- 秋川義男《ワニの穴10 ドキュメント 消えた殺人者たち》所収の《渋谷・東電OL殺人事件、終わらない暗闇》（1999年2月、ワニマガジン社）
- 佐野眞一《東電OL殺人事件》（2000年、新潮社）
- ゴビンダ・プラサド・マイナリ《ナラク　―ゴビンダ・マイナリ獄中日記―》（2013年7月、希の樹出版）

### 专栏
- 上野千鶴子《厌女——日本的女性厌恶》第十二、十三章

### 电视节目
- ビートたけし新解釈ニッポン人の現代史！（2008年12月28日、朝日电视台）
司会：ビートたけし、出演：鳥越俊太郎、茂木健一郎、阿川佐和子、森永卓郎。节目称呼事件为”渋谷OL殺人事件“，以映像方式再現了当时的情景。
- 報道スクープSP 激動!世紀の大事件Ⅴ（2017年12月27日、富士电视台）
ゴビンダ、酒井あゆみ、椎名玲出演、再现事件当時的新闻映像、深度取材的节目。